# Goffert (wijk)
De Goffert is een wijk in de stad Nijmegen, in de Nederlandse provincie Gelderland. De wijk beslaat 340 ha. en ligt in het stadsdeel Nijmegen-Midden. Op 1 januari 2023 telde de wijk 2.625 inwoners, verdeeld over 1.087 woningen, met een gemiddelde WOZ-waarde van € 341.000, op een oppervlakte van 3,38 km².
De wijk is slechts voor een beperkt deel een woonwijk, omdat het grootste deel ervan wordt ingenomen door het Goffertpark, het naar de wijk genoemde Goffertstadion, het Goffertbad (zwembad) het bedrijventerrein Winkelsteeg en het Canisius-Wilhelmina Ziekenhuis. De woonruimte in de rest van de wijk is te verdelen over drie gebieden:
- De Kolpingbuurt of De Kolping: ongeveer 300 kleine huurwoningen, ingeklemd tussen de Muntweg en de spoorlijn.
- Twee flats aan de Heideparkseweg.
- De Emancipatiebuurt (Park Jonkerbosch), begin jaren ’90 gereedgekomen, bestaande uit laagbouw koopwoningen en huurappartementen.

Met name in de Kolpingbuurt bevinden zich naar verhouding erg veel huishoudens met lage inkomens en opleiding.

## Jonkerbosch
Reeds in de Middeleeuwen wordt de naam Jonkerbosch genoemd in een oude ballade die verhaalt over de kastelen Dukenburg en De Hulzenen. De bewoners hiervan leefden als goede vrienden met elkaar. In een weddenschap verloor de edelman van Duckenborg zijn landgoed aan de ridder van de Hulzenen; het stukje land dat voor de verliezer overbleef kreeg de naam: "Jonckheerbosch", wat al snel "Jonkerbosch" werd.
Het laatste coupletje van de ballade gaat als volgt:
"Der eeuwen reeks heeft steeds de faam
van Rolof's daad bewaard;
En "Jonckheerbosch" is sinds de naam
van 't bosch dat bleef gespaard".
Later werd landgoed Jonkerbosch eigendom van de familie Dobbelmann, die het landgoed als jachtgebied in gebruik had. Het landgoed liep ongeveer van de Vossenlaan tot aan het Maas-Waalkanaal dat in die tijd werd gegraven. Villa De Winckelsteegh hoorde erbij en werd door de familie Dobbelmann gebruikt als theehuis.

## Tweede Wereldoorlog
De Broeders van Liefde openden in 1935 aan de Oude Mollenhutseweg pensionaat Jonkerbosch. Tijdens de Tweede Wereldoorlog werd het pensionaat ontruimd. In september 1942 vorderde de Duitse bezetter de paviljoens en werd Jonkerbosch een apotheek en een ‘Reserve-Kriegslazarett’. Tijdens de bevrijding van Nijmegen in september 1944 gebruikten de Amerikanen pensionaat Jonkerbosch als geneeskundige veldpost. Enkele dagen later namen de Britten Jonkerbosch over en ook zij richtten het pensionaat in als hospitaal. In december 1944 begonnen de Britten met het begraven van hun gevallenen op het voetbalveld bij het sparrenbos. Deze begraafplaats lag op de plaats van de huidige Clara Wichmannlaan. In totaal zouden hier ongeveer 400 Britse militairen een tijdelijke rustplaats vinden. Mei 1945 vertrokken de Britten uit Jonkerbosch. De Canadezen namen onmiddellijk hun plaats in. In de periode mei 1945 - december 1945 begroeven zij hun doden in de schooltuin bij het hoofdgebouw, gelegen in het eerste deel van de huidige Jaap van Leeuwenlaan.
In het voorjaar van 1947 werden de stoffelijke resten van de Britse militairen opgegraven om te worden herbegraven op het als permanente Britse militaire begraafplaats aangelegde Jonkerbos War Cemetery, eveneens aan de Oude Mollenhutseweg. De Canadese militairen waren al eerder herbegraven in Groesbeek.
Op de plaats waar nu het kerkhof Jonkerbos is aangelegd, bereidde het 504de Para Infanterie Regiment van het 82e Luchtlandingsdivisie van het Amerikaanse leger zich voor op de Waaloversteek van 20 september 1944.

## Afbeeldingen

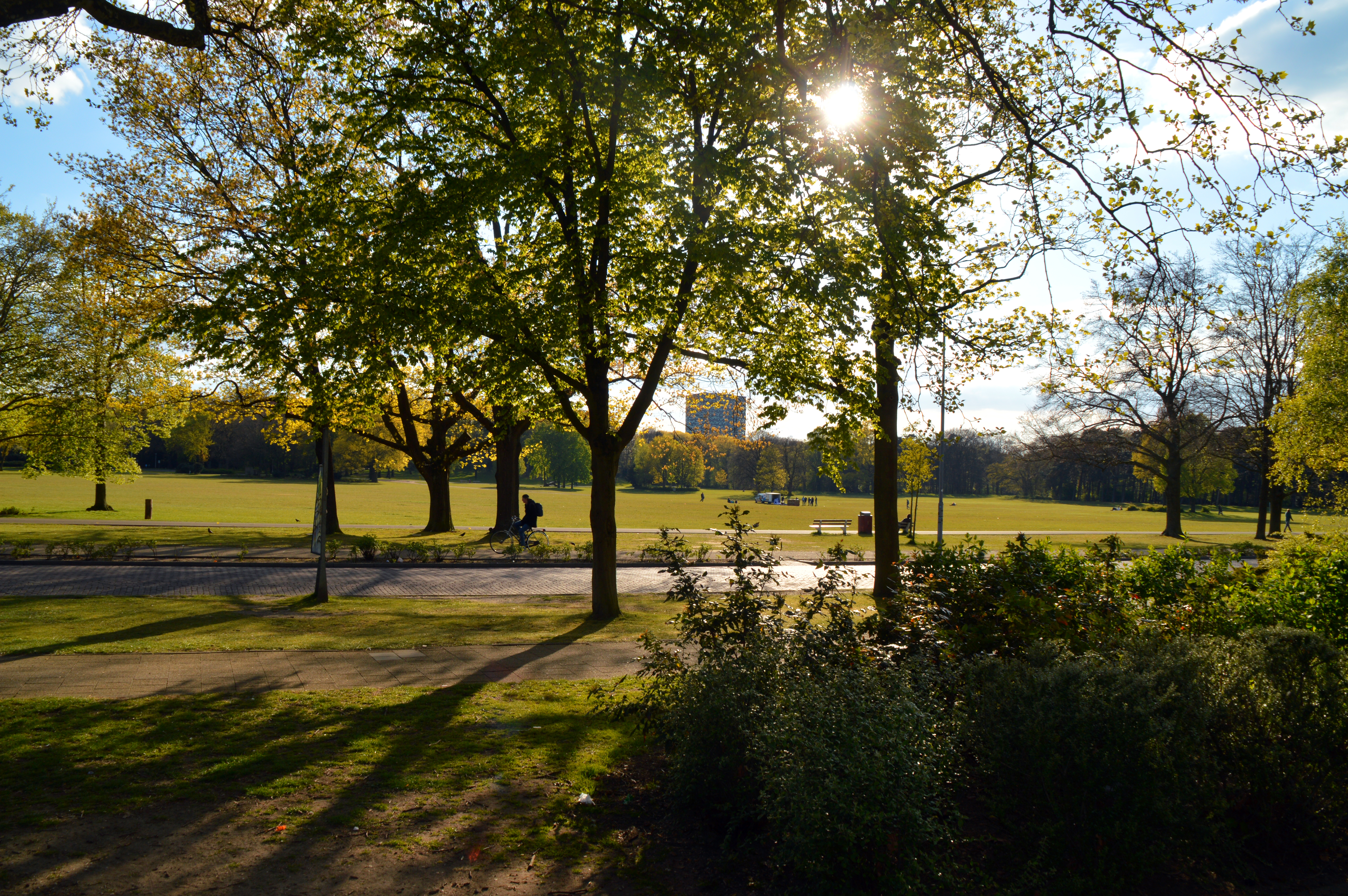
Goffertpark
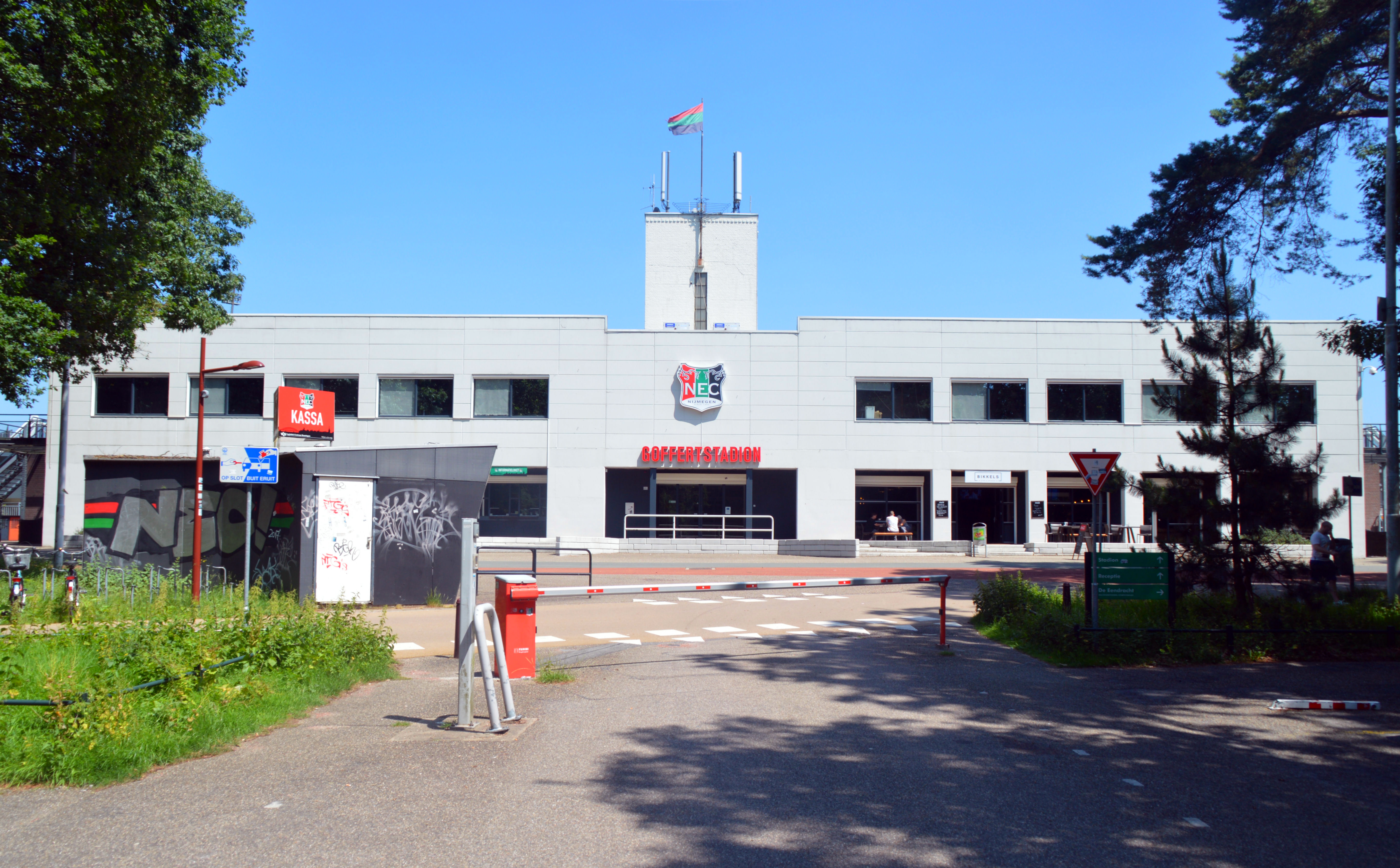
Goffertstadion
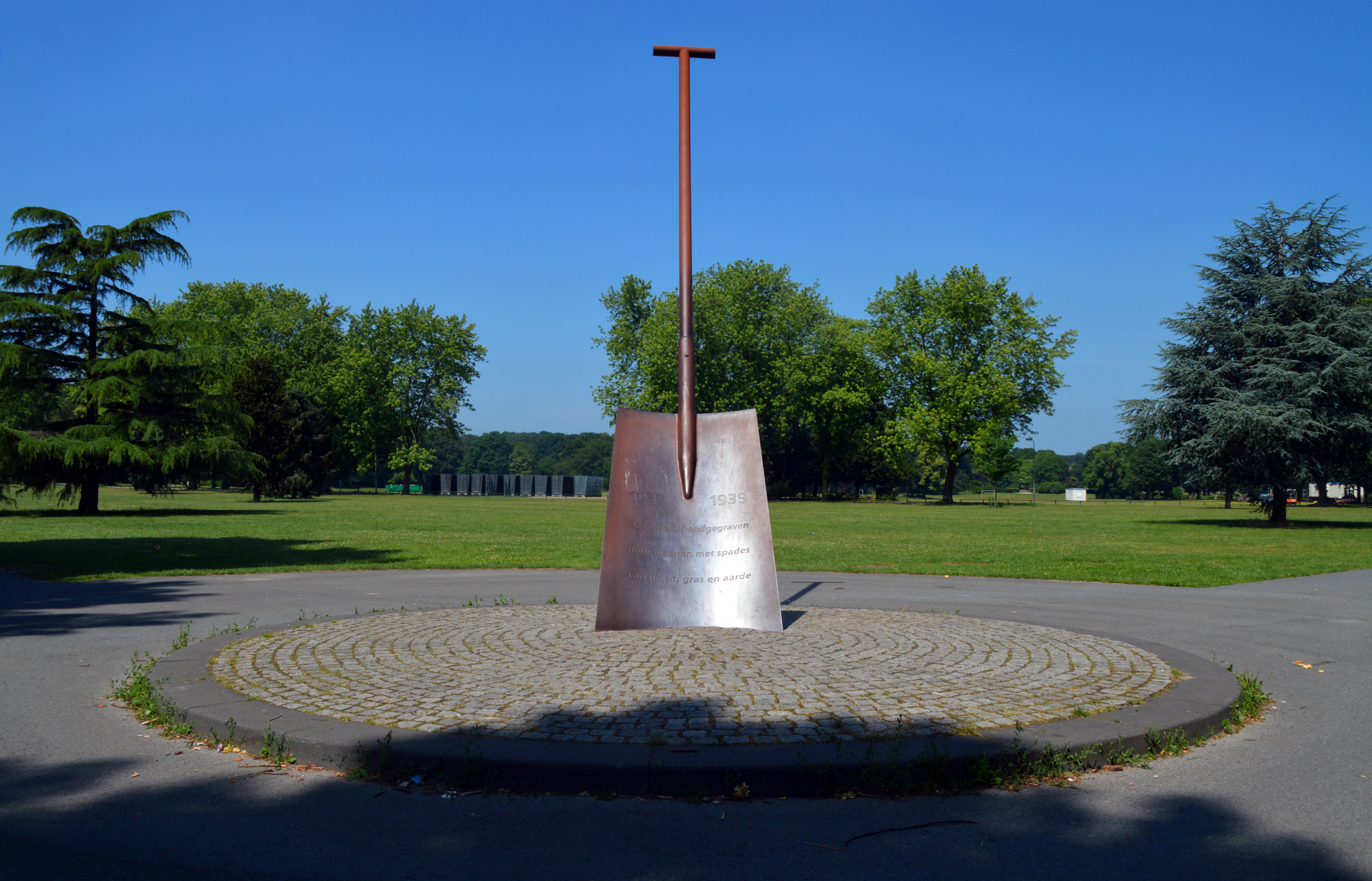
Monument 1935-1939 De Spade
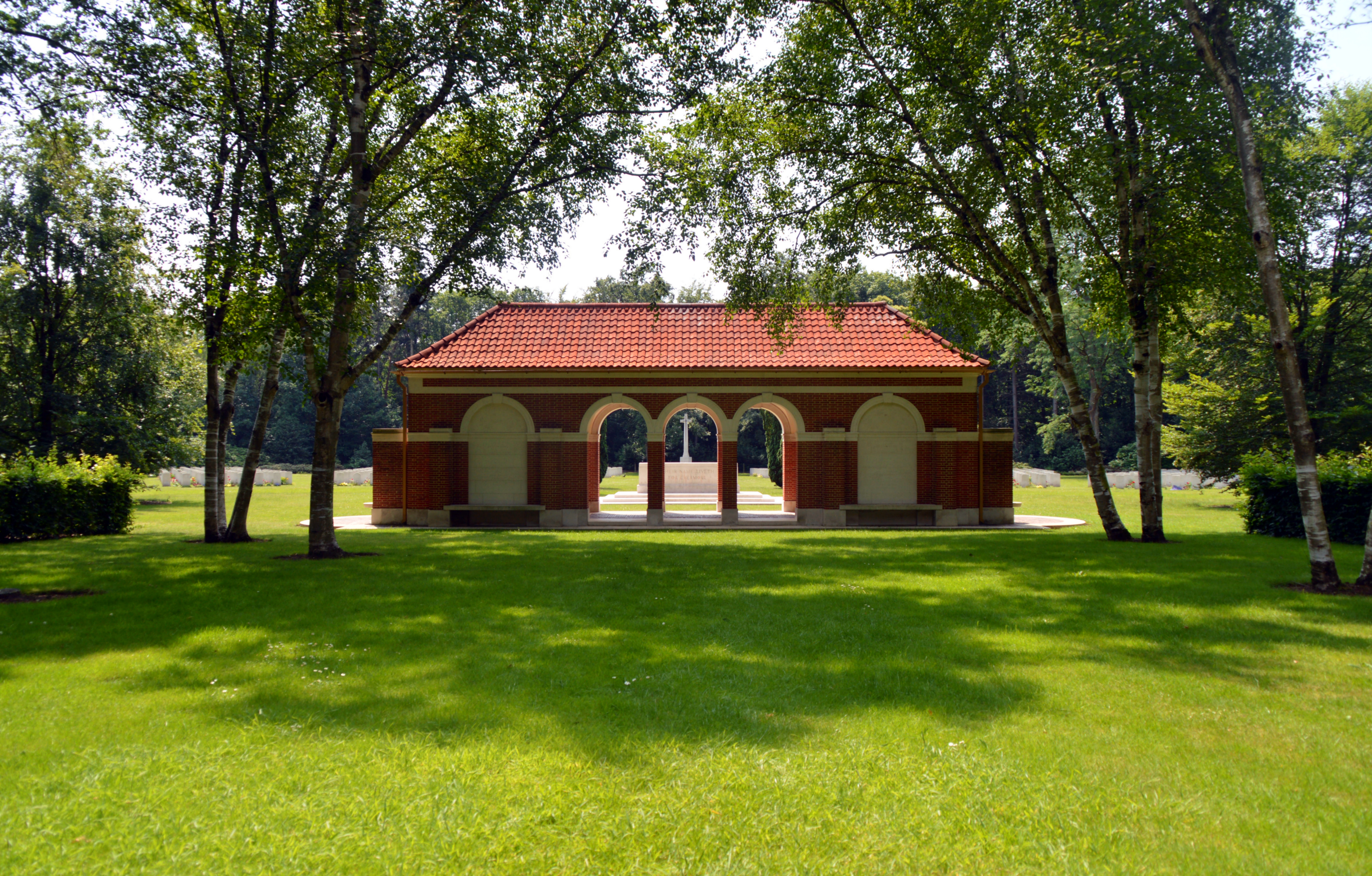
Militaire begraafplaats Jonkerbosch
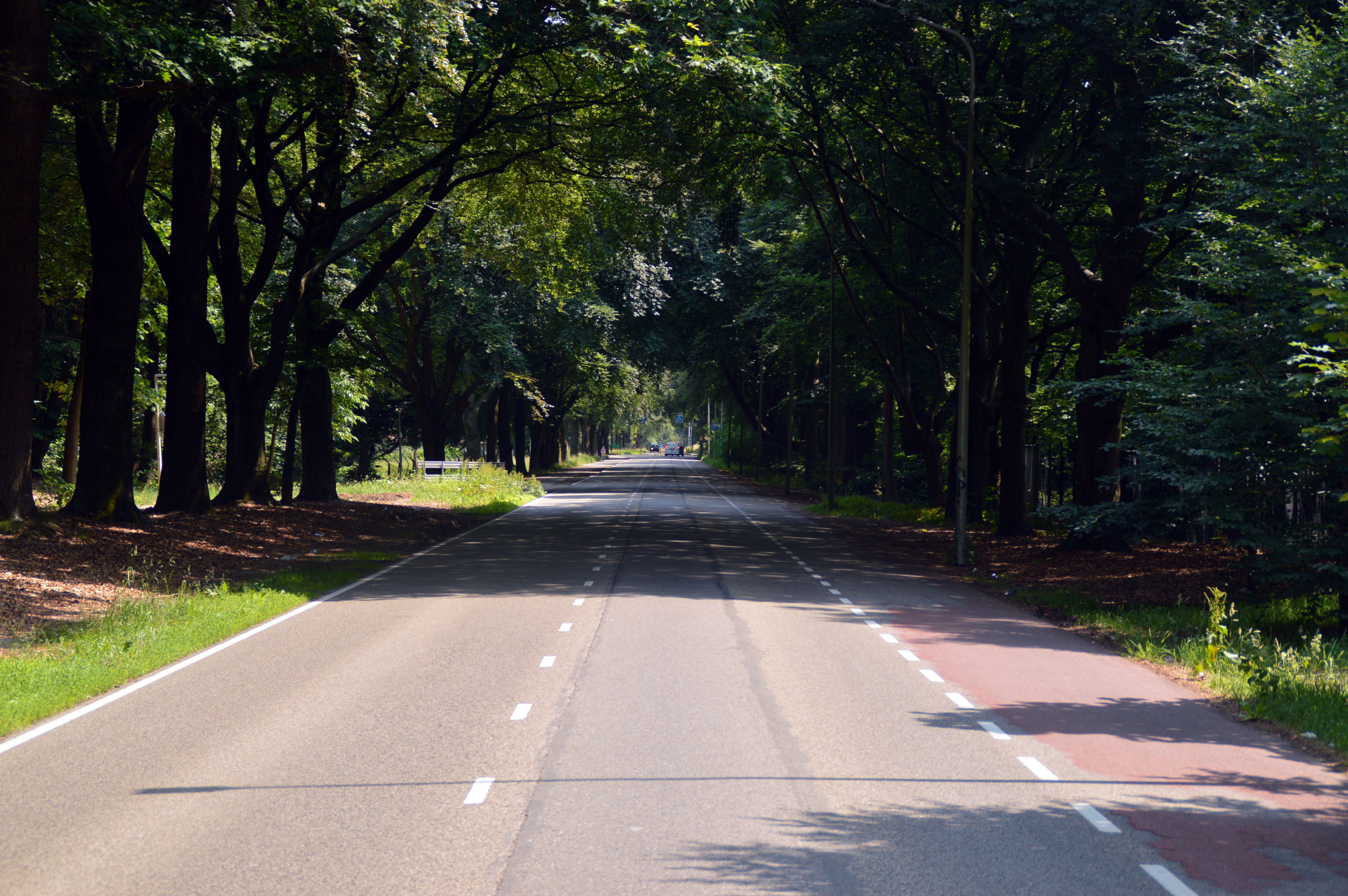
Burgemeester Daleslaan
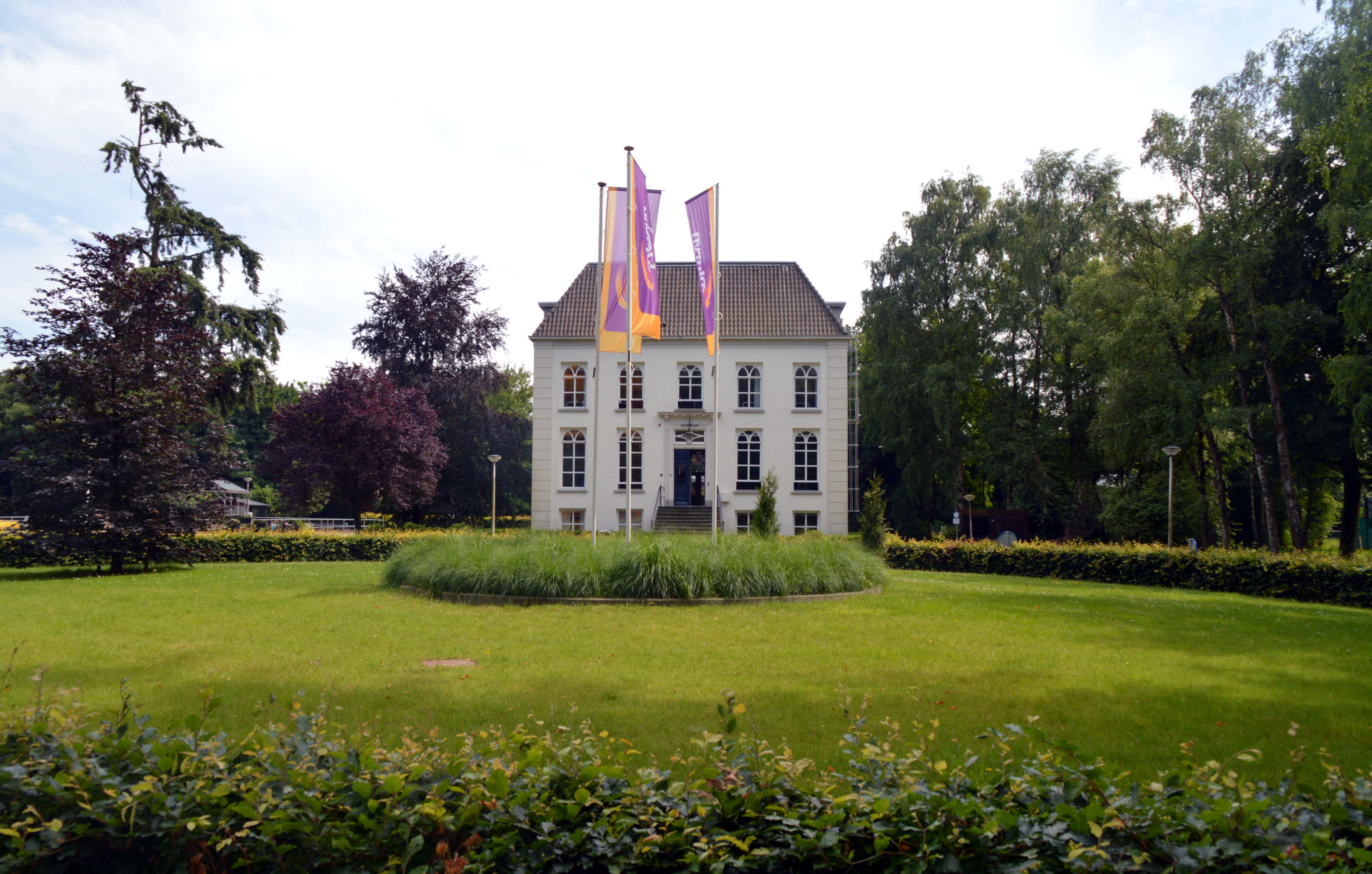
Villa De Winckelsteegh (1811)
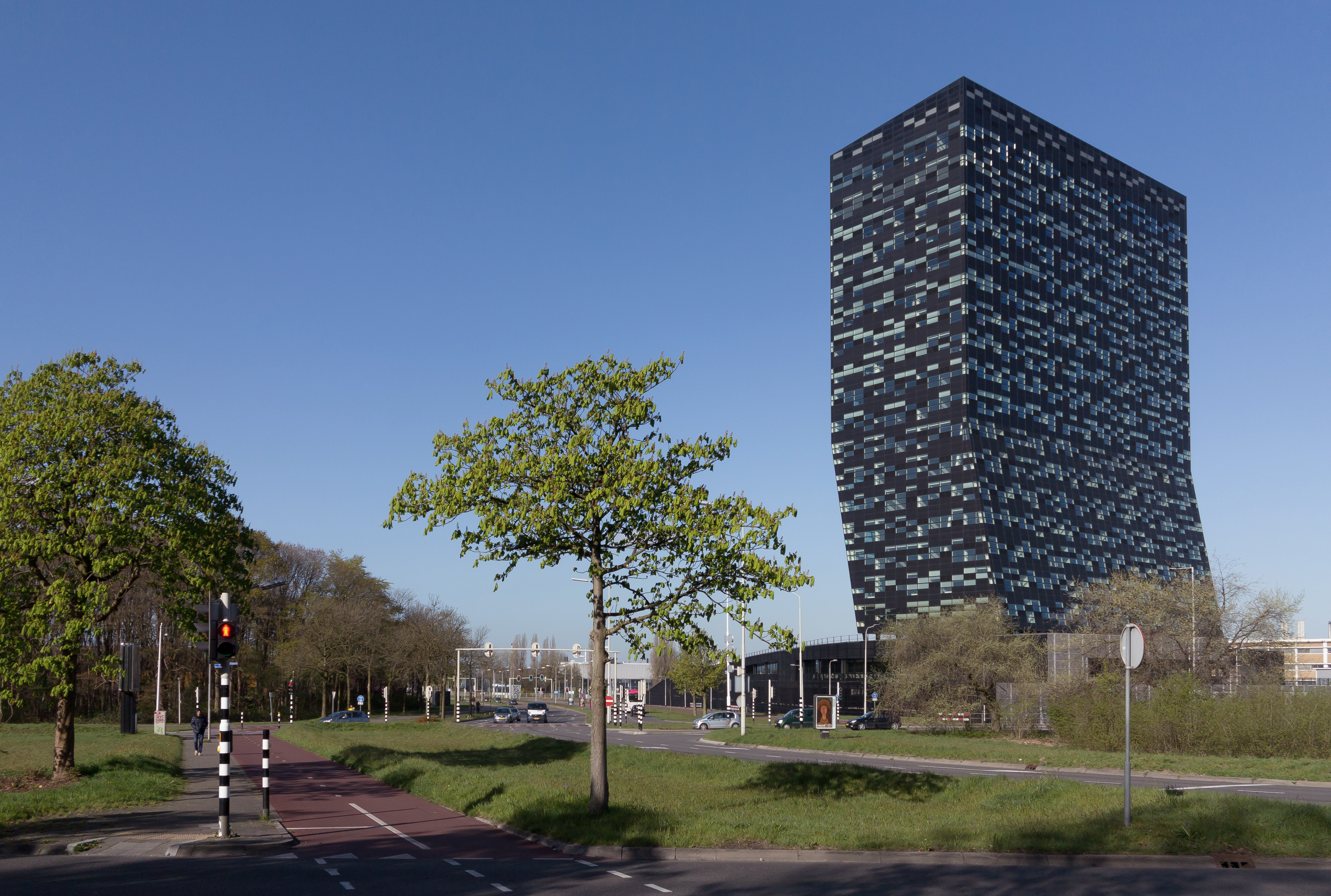
Kantoorpand 52 aan het Jonkerbosplein
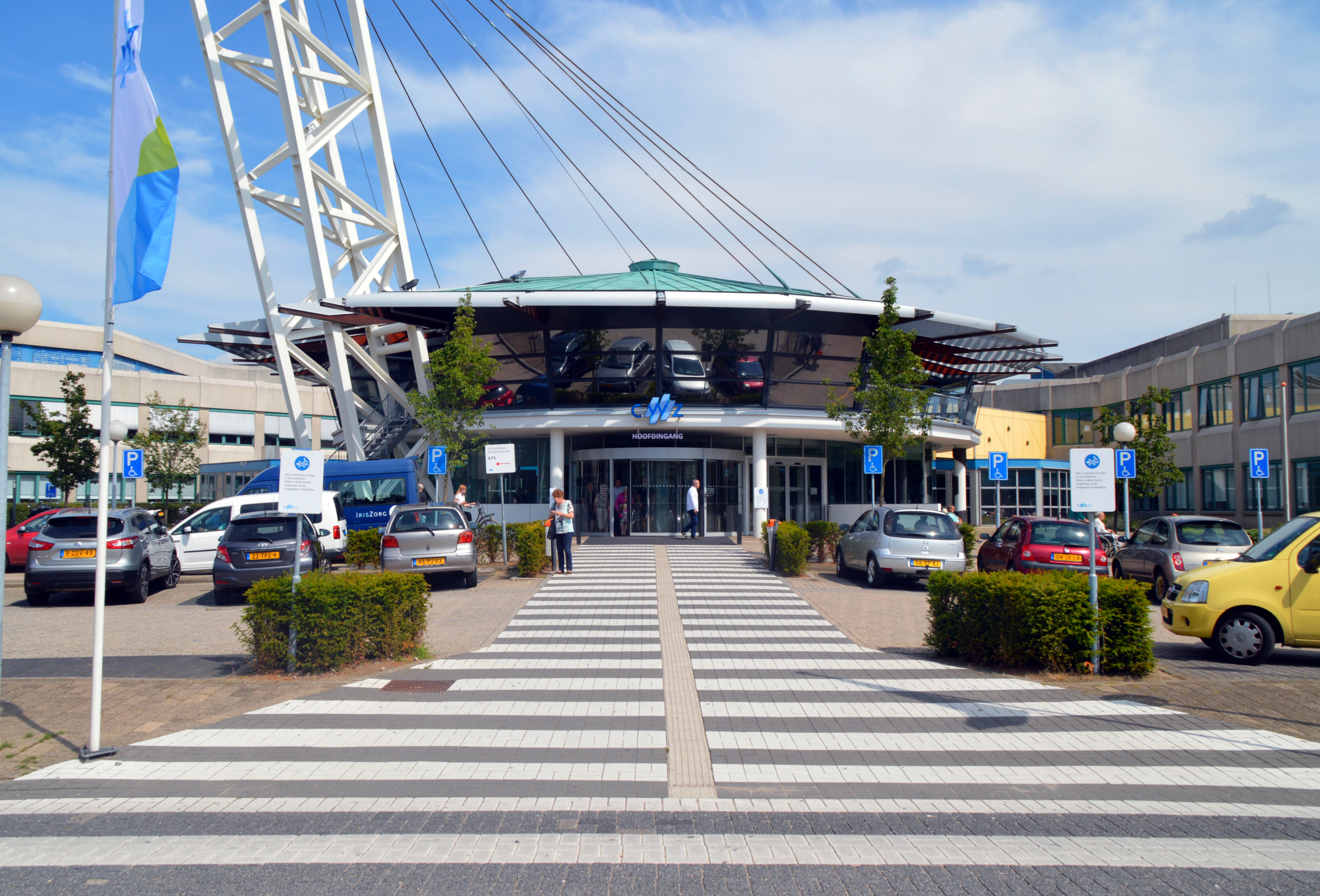
Canisius-Wilhelmina Ziekenhuis
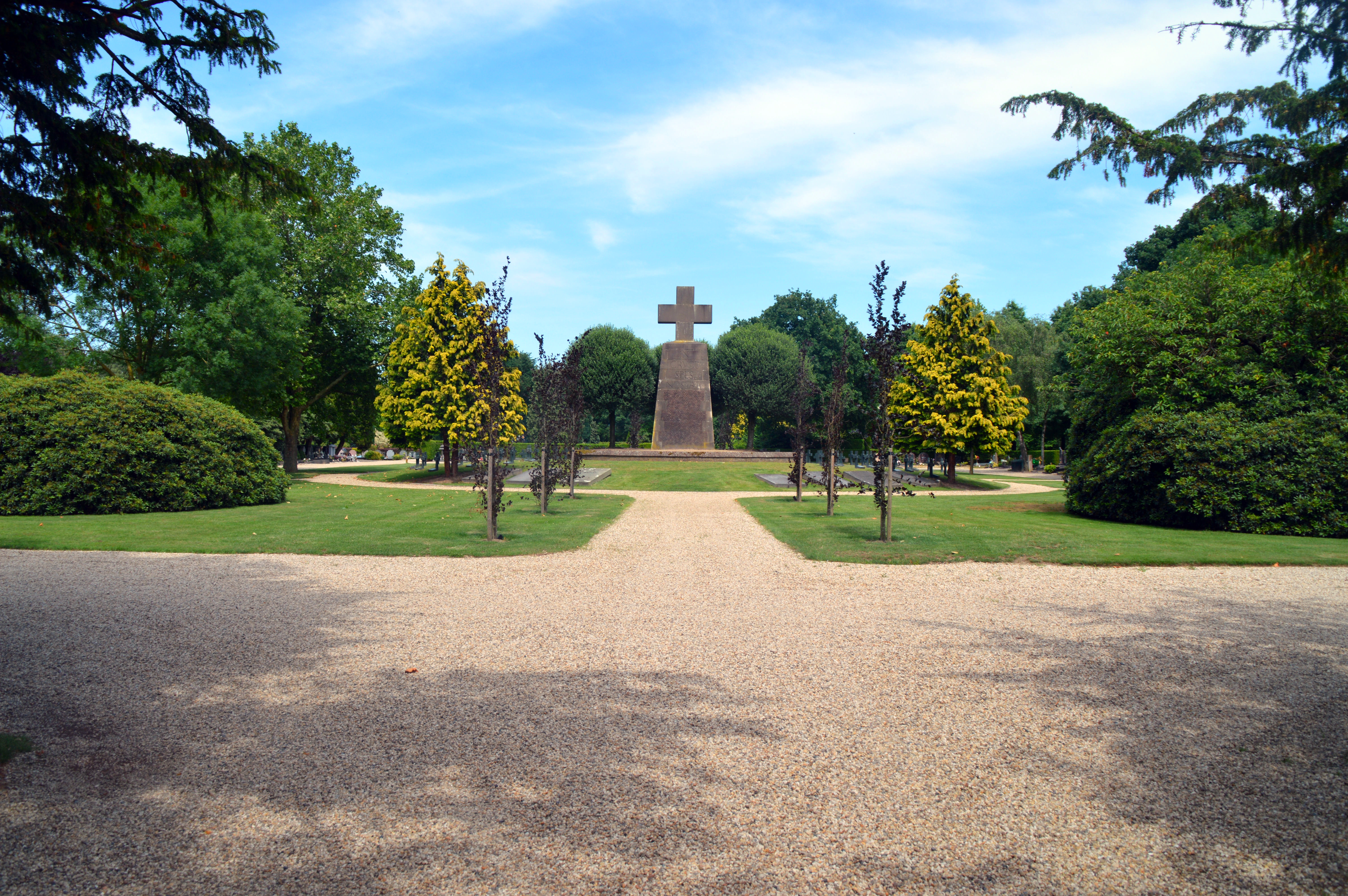
Begraafplaats Jonkerbos